# غريفنبرغ
غرفنبرغ بايرن (بالألمانية: Gräfenberg, Bavaria) هي بلدة ألمانية تقع في ألمانيا في بافاريا.[بحاجة لمصدر] يقدر عدد سكانها بـ 4,022 نسمة .

## المدن التوأمة
مدن Tiszaföldvár وPringy, Haute-Savoie هي مدن توأمة لـغرفنبرغ بايرن.